# Kentaro Ishikawa
Kentaro Ishikawa (石川 健太郎, Ishikawa Kentaro) est un footballeur japonais né le 12 février 1970 dans la préfecture de Chiba au Japon.